# Megarctosa
Megarctosa is een geslacht van spinnen uit de familie wolfspinnen (Lycosidae).

## Soorten
De volgende soorten zijn bij het geslacht ingedeeld:
- Megarctosa aequioculata (Strand, 1906)
- Megarctosa argentata (Denis, 1947)
- Megarctosa bamiana Roewer, 1960
- Megarctosa caporiaccoi Roewer, 1960
- Megarctosa gobiensis (Schenkel, 1936)
- Megarctosa melanostoma (Mello-Leitão, 1941)
- Megarctosa naccai Caporiacco, 1948